# This Is Love (canción de Demy)
«This Is Love» —[ðɪs ɪz lʌv]; en español: «Esto es amor»— es una canción compuesta por Dimitris Kontopoulos, Romy Papadea y John Ballard  e interpretada en inglés por la cantante griega Demy. Se lanzó como descarga digital el 6 de marzo de 2017 mediante Panik Records. Fue elegida para representar a Grecia en el Festival de la Canción de Eurovisión 2017 tras ganar la final nacional griega, Ellinikos Telikos 2017, el 6 de marzo de 2017.
Mientras que la intérprete fue elegida internamente por la ERT, la canción ha sido seleccionada por el televoto y un jurado internacional. Concretamente, el público ha tenido un 70% de poder en la decisión final y el 30% restante ha estado en manos de los jueces. El panel internacional estuvo formado por miembros de las comunidades griegas en Alemania, Armenia, Australia, Austria, Azerbaiyán, Bélgica, Georgia, Italia y Ucrania en representación de la diáspora que tan buenos resultados ha reportado al país en el festival en forma de televoto.[cita requerida]

## Festival de Eurovisión

### Festival de la Canción de Eurovisión 2017
Esta fue la representación griega en el Festival de Eurovisión 2017, interpretada por Demy.
El 31 de enero de 2017 se organizó un sorteo de asignación en el que se colocaba a cada país en una de las dos semifinales, además de decidir en qué mitad del certamen actuarían. Como resultado, la canción fue interpretada en décimo lugar durante la primera semifinal, celebrada el 9 de mayo de 2017. Fue precedida por Portugal con Salvador Sobral interpretando «Amar pelos dois» y seguida por Polonia con Kasia Moś interpretando «Flashlight». La canción fue anunciada entre los diez temas elegidos para pasar a la final, y por lo tanto se clasificó para competir en esta. Más tarde se reveló que el país había quedado en décimo puesto con 115 puntos.
El tema fue interpretado más tarde durante la final el 13 de mayo, precedido por Australia con Isaiah Firebrace interpretando «Don't Come Easy» y seguido por España con Manel Navarro interpretando «Do It for Your Lover». Al final de las votaciones, la canción había recibido 77 puntos (48 del jurado y 29 del televoto), y quedó en 19º lugar de 26.

## Formatos
| Descarga digital |                |          |  |
| N.º              | Título         | Duración |  |
| 1.               | «This Is Love» | 3:06     |  |

## Posicionamiento en listas

### Semanales
| Lista (2017)         | Mejor posición |
| -------------------- | -------------- |
| Grecia (IFPI Grecia) | 1              |

## Historial de lanzamiento
| Región    | Fecha               | Formato          | Discográfica  |
| --------- | ------------------- | ---------------- | ------------- |
| Grecia    | 6 de marzo de 2017  | Descarga digital | Panik Records |
| Chipre    | 6 de marzo de 2017  | Descarga digital | Panik Records |
| Mundial   | 6 de marzo de 2017  | Descarga digital | Panik Records |
| Dinamarca | 19 de abril de 2017 | Descarga digital | Capitol Music |
| Finlandia | 19 de abril de 2017 | Descarga digital | Capitol Music |
| Noruega   | 19 de abril de 2017 | Descarga digital | Capitol Music |
| Suecia    | 19 de abril de 2017 | Descarga digital | Capitol Music |